# Meet and Greet
Meet and greet (dt.: Begrüßung, eigentlich: treffen und grüßen) ist die Bezeichnung für einen Teil der Öffentlichkeitsarbeit. Der Ausdruck wird auch als Redewendung in der Werbung gebraucht. 

## Ablauf
Meet and greet bezeichnet arrangierte Treffen mit einer berühmten Person, welche dabei Gelegenheit für ein kurzes persönliches Gespräch bietet. Meet & greets werden beispielsweise von Musikfernsehsendern oder anderen Medien verlost, um Popstars oder Gruppen zu bewerben und eine Fanbindung herzustellen. Meet and Greet steht oft auch zu Beginn eines Treffens oder einer Tagung, um die Teilnehmer ungezwungen kennenzulernen.